# Marlen Reusser
Marlen Reusser (Jegenstorf, 20 settembre 1991) è una ciclista su strada svizzera che corre per il Movistar Team.
Attiva tra le Elite dal 2017, nella specialità della cronometro ha vinto i Giochi europei 2019, la medaglia d'argento ai mondiali 2020 e 2021, la medaglia d'argento olimpica ai Giochi di Tokyo 2020 e i titoli europei 2021, 2022 e 2023.

## Palmarès

### Strada
- 2017 (una vittoria)

Campionati svizzeri, Prova a cronometro
- 2019 (WCC Team, quattro vittorie)

Ljubljana-Domžale-Ljubljana TT (cronometro)
Giochi europei, Prova a cronometro
Campionati svizzeri, Prova a cronometro
Campionati svizzeri, Prova in linea
- 2020 (Équipe Paule Ka, una vittoria)

Campionati svizzeri, Prova a cronometro
- 2021 (Alé BTC Ljubljana, sei vittorie)

Campionati svizzeri, Prova a cronometro
Campionati svizzeri, Prova in linea
2ª tappa Holland Tour (Gennep > Gennep, cronometro)
1ª tappa Madrid Challenge by La Vuelta (Estación Invernal Cabeza de Manzaneda > A Rúa)
Campionati europei, Prova a cronometro
Chrono des Nations
- 2022 (Team SD Worx, tre vittorie)

GP Osterhas
4ª tappa Tour de France (Troyes > Bar-sur-Aube)
Campionati europei, Prova a cronometro
- 2023 (Team SD Worx, otto vittorie)

Gand-Wevelgem
3ª tappa Giro dei Paesi Baschi
Classifica generale Giro dei Paesi Baschi
2ª tappa Giro di Svizzera (San Gallo > Abtwil, cronometro)
Classifica generale Giro di Svizzera
Campionati svizzeri, Prova in linea
8ª tappa Tour de France (Pau > Pau, cronometro)
Campionati europei, Prova a cronometro
- 2024 (Team SD Worx, due vittorie)

2ª tappa Setmana Ciclista - Volta a la Comunitat Valenciana fémines (Borriol > La Vall d'Uixó)
Classifica generale Setmana Ciclista - Volta a la Comunitat Valenciana fémines
- 2025 (Movistar Team, sette vittorie)

Trofeo Palma Femina
3ª tappa Vuelta a Burgos (Valle de Valdebezana > Picón Blanco)
4ª tappa Vuelta a Burgos (Villasana de Mena > Lezana de Mena, cronometro)
Classifica generale Vuelta a Burgos
1ª tappa Giro di Svizzera (Gstaad > Gstaad)
4ª tappa Giro di Svizzera (Küssnacht > Küssnacht)
Classifica generale Giro di Svizzera
1ª tappa Giro d'Italia (Bergamo > Bergamo, cronometro)

#### Altri successi
- 2022 (Team SD Worx)

Campionati del mondo, Staffetta mista
- 2023 (Team SD Worx)

Classifica a punti Giro dei Paesi Baschi
Classifica a punti Giro di Svizzera
Campionati del mondo, Staffetta mista
- 2025 (Movistar Team)

Classifica punti Vuelta a Burgos
Classifica scalatrici Vuelta a Burgos
Classifica punti Giro di Svizzera

## Piazzamenti

### Grandi Giri
- Giro d'Italia

2020: ritirata (8ª tappa)
2025: 2ª
- Tour de France

2022: non partita (7ª tappa)
2023: 28ª
2025: ritirata (1ª tappa)
- Vuelta a España

2023: 23ª
2024: 13ª
2025: 2ª

### Competizioni mondiali
- Campionati del mondo

Bergen 2017 - Cronometro Elite: 29ª
Innsbruck 2018 - Cronometro Elite: 17ª
Yorkshire 2019 - Staffetta mista: 6ª
Yorkshire 2019 - Cronometro Elite: 6ª
Yorkshire 2019 - In linea Elite: 34ª
Imola 2020 - Cronometro Elite: 2ª
Imola 2020 - In linea Elite: 10ª
Fiandre 2021 - Cronometro Elite: 2ª
Fiandre 2021 - Staffetta mista: 4ª
Fiandre 2021 - In linea Elite: 90ª
Wollongong 2022 - Staffetta mista: vincitrice
Wollongong 2022 - Cronometro Elite: 3ª
Wollongong 2022 - In linea Elite: 13ª
Glasgow 2023 - Staffetta mista: vincitrice
Glasgow 2023 - Cronometro Elite: ritirata
Glasgow 2023 - In linea Elite: 4ª
- World Tour

2019: 200ª
2020: 49ª
2021: 8ª
- Giochi olimpici

Tokyo 2020 - In linea: 46ª
Tokyo 2020 - Cronometro: 2ª

### Competizioni europee
- Campionati europei su strada

Herning 2017 - Cronometro Elite: 27ª
Plouay 2020 - Cronometro Elite: 3ª
Plouay 2020 - In linea Elite: 15ª
Plouay 2020 - Staffetta mista: 2ª
Trento 2021 - Cronometro Elite: vincitrice
Trento 2021 - In linea Elite: 7ª
Monaco di Baviera 2022 - Cronometro Elite: vincitrice
Monaco di Baviera 2022 - In linea Elite: 17ª
Drenthe 2023 - Cronometro Elite: vincitrice
Drenthe 2023 - Staffetta mista Elite: 6°
Drenthe 2023 - Gara in linea Elite: 13°
- Campionati europei su pista

Grenchen 2023 - Inseguimento a squadre: 6ª
- Giochi europei

Minsk 2019 - In linea: 18ª
Minsk 2019 - Cronometro: vincitrice